# Rotnurivier
De Rotnurivier (Zweeds: Rotnujåkka of Rotnujohka) is een (berg)beek die stroomt binnen de Zweedse  gemeente Kiruna. De beek ontstaat op de hellingen van de berg Rolphi / Roalphi, waar ook de Råpejåkka ontstaat. Die laatste stroomt naar het zuiden, de Rotnurivier stroomt naar het oosten. Ze is circa 8 kilometer lang. De Rotnujåkka stroomt ten zuiden van de berg Rotnuvárri van meer dan 550 meter hoog.
Afwatering: Rotnurivier → Lainiorivier → Torne → Botnische Golf